# 薩摩蒸気屋

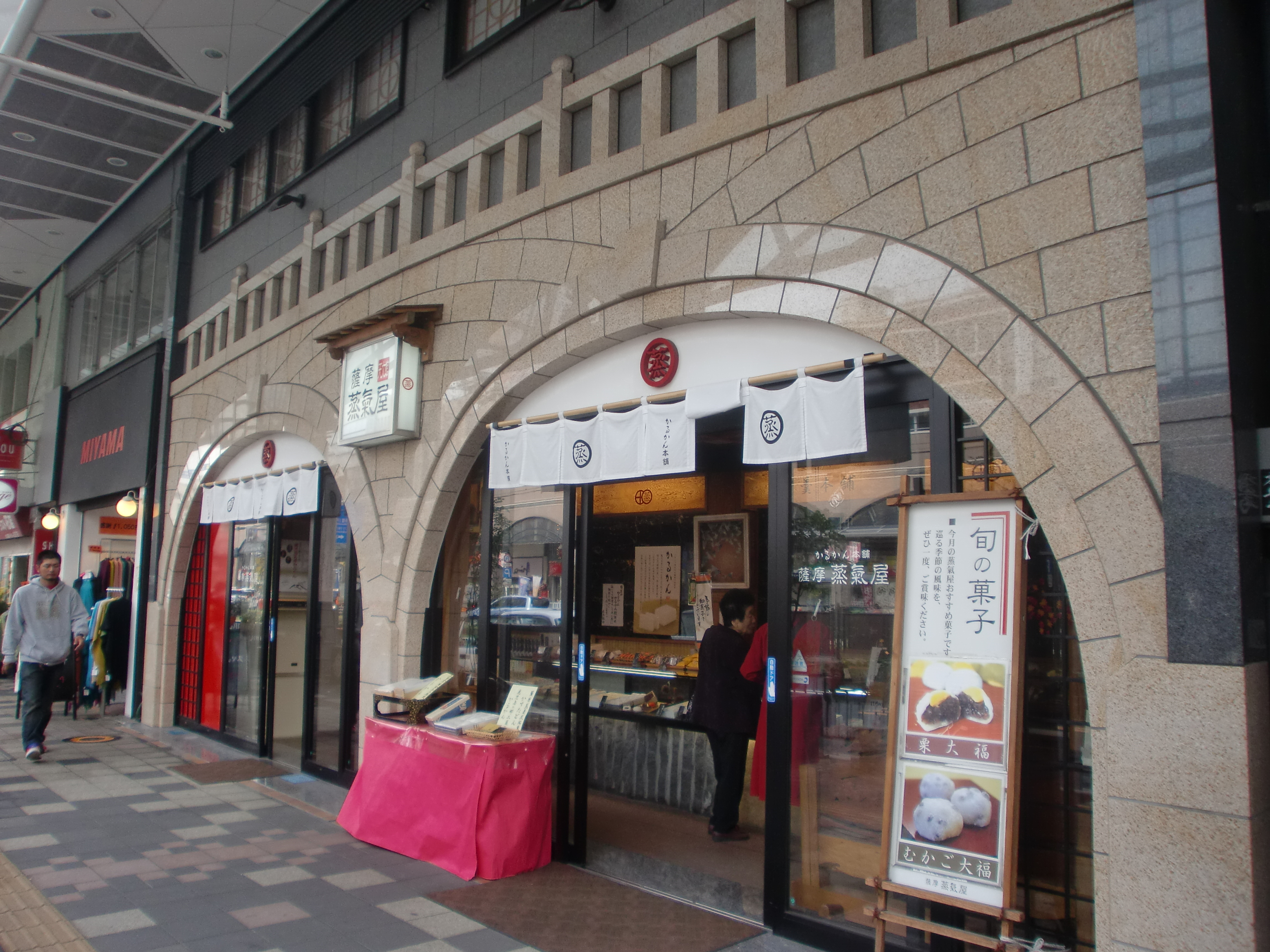
店舗例（天文館店）

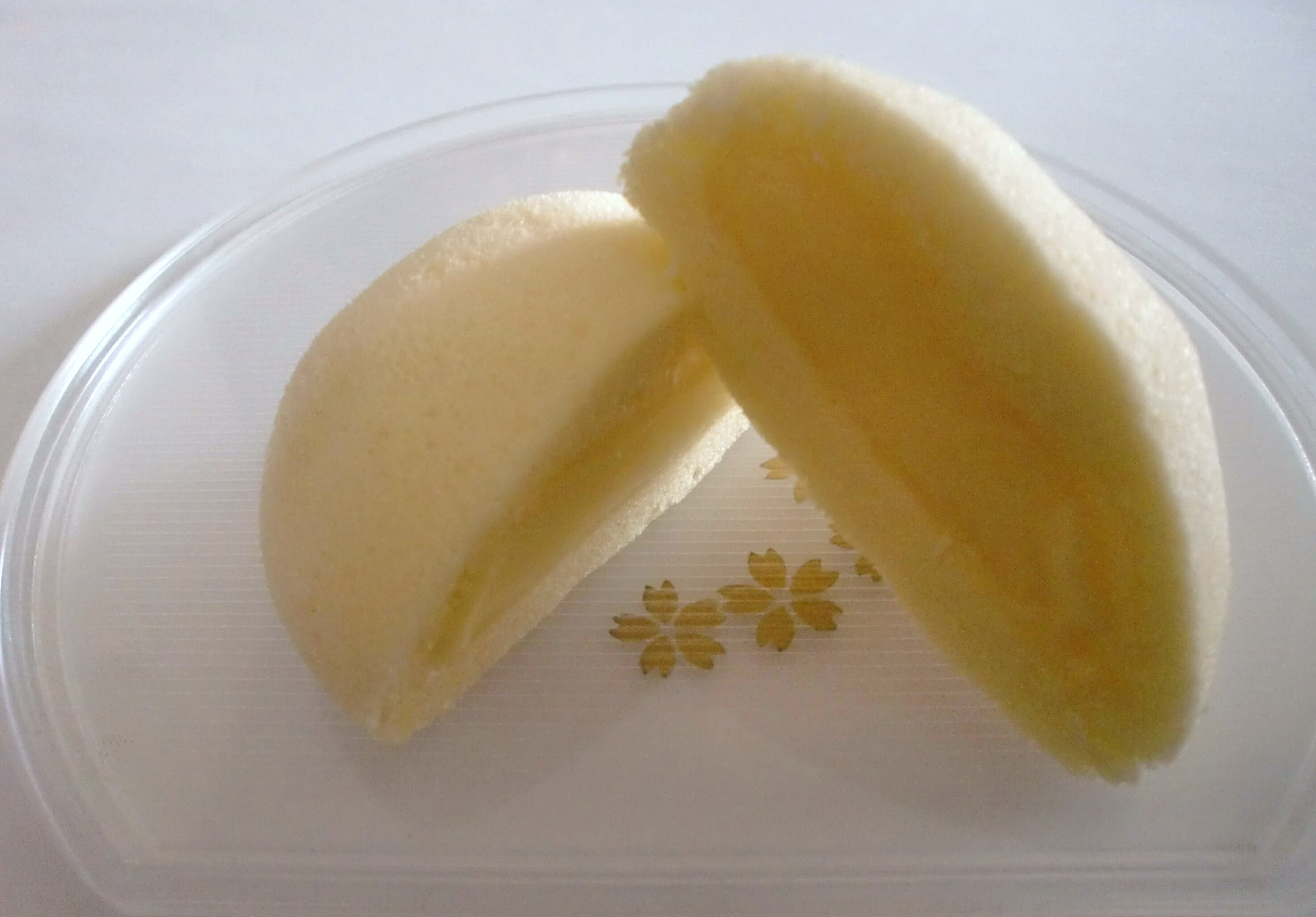
かすたどん

有限会社薩摩蒸氣屋（さつまじょうきや）は、鹿児島県鹿児島市に本社を置く、かすたどん・かるかんなどの和菓子を中心とした製造販売業者である。
宮崎県、福岡県に販売店舗を持つほか、子会社として株式会社元祖鶏卵素麺松屋などを持つ（後述）。

## 店舗
鹿児島県
- 鹿児島市 - かるかん本舗天文館店、菓々子横丁、かるかん本舗中央駅前店（季節限定で若鮎の製造取扱あり）、JR鹿児島中央駅店、ケーキ園トレーンベル、鴨池店、谷山店
- 薩摩川内市 - 薩摩川内店、川内駅店
- いちき串木野市 - 串木野店
- 姶良市 - 姶良店
- 霧島市 - 国分店、隼人店、霧島民芸村店

宮崎県
- 都城市 - 都城東町店、都城川東店、都城鷹尾店
- 宮崎市 - 宮崎駅東口店、宮崎神宮東店、宮崎大坪店

福岡県
- 福岡市 - 博多蒸氣屋中洲店

工場・空港・デパート売店
- 工場売店 - 鹿児島県鹿児島市小山田町
- 鹿児島空港2F　ロイヤル売店内 - 鹿児島県霧島市
- 福岡空港第2ターミナルビル2F　ANAフェスタ売店内 - 福岡県福岡市博多区(※取扱商品はかすたどん・かるかんのみ。)
- 博多阪急地下1F(JR博多駅、JR博多シティ内) - 福岡県福岡市博多区(※取扱商品はかすたどん・かるかんのみであるが、博多焼どうなつも販売している。)
- 福岡三越地下2F　博多蒸氣屋 - 福岡県福岡市中央区

## 元祖鶏卵素麺松屋
1673年（延宝元年）に創業し鶏卵素麺で知られた福岡市西区橋本の「松屋菓子舗」が2012年に自己破産した際に本社工場等を薩摩蒸気屋が引き取り2013年に同所に設立された会社（法人番号：4290001062552）である。松屋菓子舗の一部従業員を引き取り鶏卵素麺などを販売している。西区橋本の本店、博多蒸気屋の直営店での取り扱いがあるほか、岩田屋本店、博多阪急に売り場を持つ。
「松屋菓子舗」の元の経営者は破産後新たに「松屋利右衛門」を設立、こちらも鶏卵素麺を製造販売している。しかしながら博多祇園山笠の名物として知られる「祇園饅頭」の販売権は「元祖鶏卵素麺松屋」が引き継いでおり、「松屋利右衛門」では販売していない。